# 旧圃镇
旧圃镇，是中华人民共和国云南省昭通市昭阳区下辖的一个镇。

## 行政区划
旧圃镇下辖以下地区：
旧圃社区、沙坝社区、土城社区、三棵树社区、后海村、锦屏村、红泥村、三善塘村和大村。